# Monte Sceberras

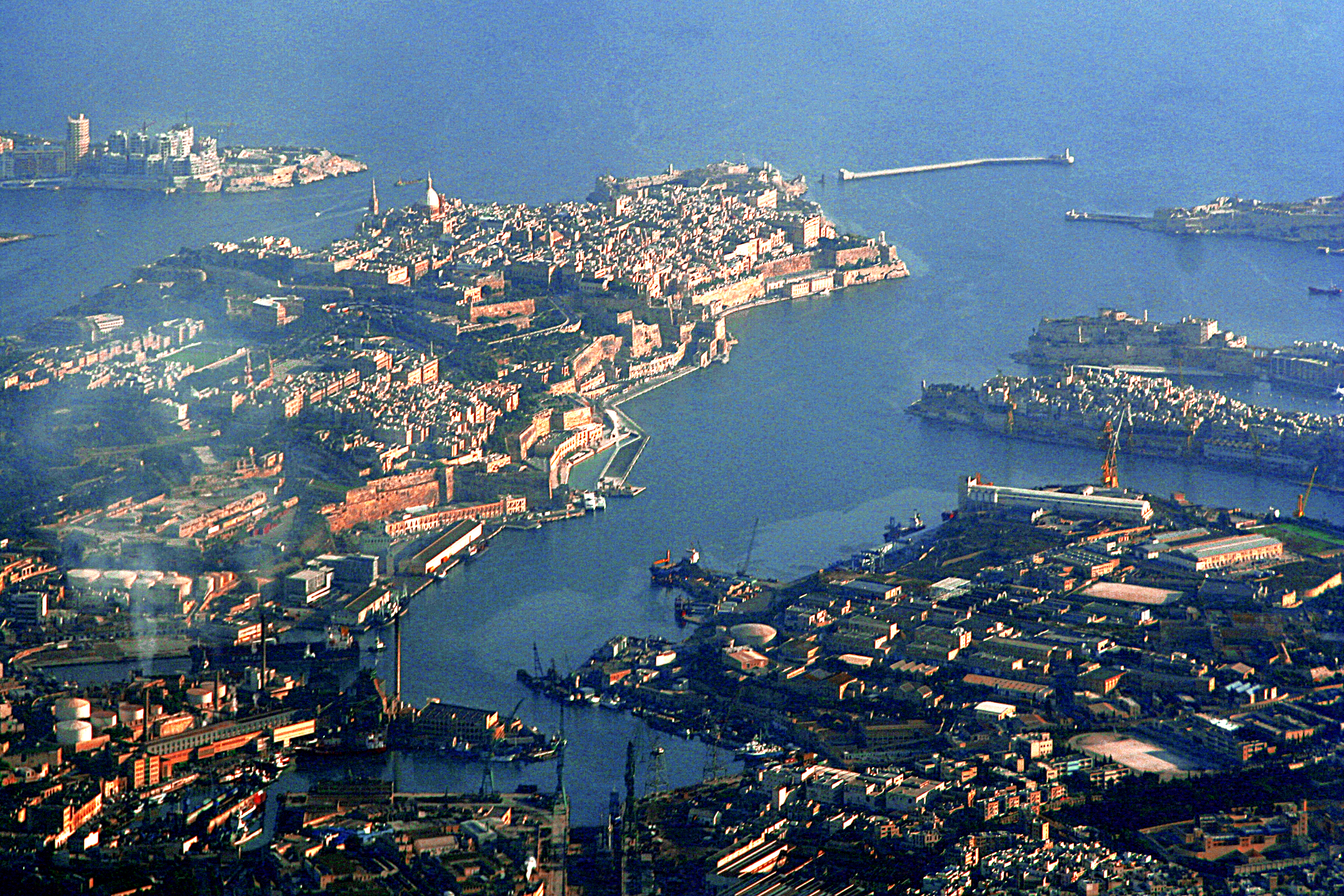
Monte Sceberras

O monte Sceberras é uma colina que separa a península de Valeta do resto da ilha de Malta. É banhado pelos dois portos de Grand Harbour e Marsamxett.
Se eleva 56 metros acima de Grand Harbour ao sul e Marsamxett Harbour ao norte. É nesta colina que o Grão-Mestre da Ordem de São João de Jerusalém, João de Valeta, decida sobre a construção de uma nova cidade como resultado do Grande Cerco.
Esta colina dá o seu nome à Península Xiberras, (às vezes chamado de península apesar da ausência de um istmo) sobre o qual a capital Valeta e seu subúrbio Il-Furjana são construídos.
Diz-se que seu nome vem de uma antiga família maltesa Xiberras ou Sciberras que teria sido proprietária da terra.